# Good Faith
Good Faith è il secondo album in studio del DJ e produttore discografico francese Madeon, pubblicato nel 2019.

## Tracce
1. Dream Dream Dream – 3:54
2. All My Friends – 3:24
3. Be Fine – 3:28
4. Nirvana – 2:32
5. Mania – 2:32
6. Miracle – 4:10
7. No Fear No More – 3:15
8. Hold Me Just Because – 3:06
9. Heavy with Hoping – 4:01
10. Borealis – 4:45